# Yellow Medicine County
Yellow Medicine County är ett administrativt område i delstaten Minnesota i USA, med 10 438 invånare. Den administrativa huvudorten (county seat) är Granite Falls. 

## Politik
Yellow Medicine County är ett så kallat swing distrikt och det brukar vara jämnt mellan republikanerna och demokraterna i valen. Under sensre år har det dock varit fördel republikanerna, vars kandidater har vunnit countyt i fyra av fem presidentval under 2000-talet, alla utom valet 2008 då demokraternas kandidat Barack Obama vann countyt efter att ha fått 50,6 procent av rösterna. I valet 2016 vann republikanernas kandidat Donald Trump med 64,1 procent av rösterna mot 28,9 för demokraternas kandidat, vilket gör detta till den största segern i countyt för en kandidat sedan demokraten Franklin D. Roosevelt i valet 1932 och för en republikansk kandidat sedan valet 1920.

## Geografi
Enligt United States Census Bureau har countyt en total area på 1 977 km². 1 963 km² av den arean är land och 14 km² är vatten.    

### Angränsande countyn
- Lac qui Parle County - norr
- Chippewa County - nordost
- Renville County - öst
- Redwood County - sydost
- Lyon County - söder
- Lincoln County - sydväst
- Deuel County, South Dakota - väst